# Katsura Tarō
En aquest nom japonès, el cognom és Katsura.
Katsura Tarō (桂 太郎; Hagi, 4 de gener de 1848—Tòquio, 10 d'octubre de 1913) va ser un militar i polític japonès, primer ministre del Japó diverses vegades.

## Biografia
Era fill d'un samurai del clan Hagi, al domini de Chōshū.
Serví a la Guerra Boshin (1868-1869) pel bàndol imperial contra el clan Tokugawa per restaurar el poder de l'emperador. El 1870 anà a Alemanya a estudiar durant cinc anys. El 1875, poc després de la seva tornada, fou enviat de nou, en qualitat d'agregat militar d'una delegació, a Alemanya, on es va dedicar a l'estudi de l'administració, estratègia i tàctiques militars alemanyes.
Quan va tornar al Japó, el 1878 fou nomenat viceministre de Guerra i el 1885 general de divisió de l'exèrcit. Com a oficial, serví durant la Primera Guerra Sinojaponesa (1894-1895) com a cap de la Tercera Divisió, sota les ordres del seu mentor, el també militar i polític Yamagata Aritomo. En aquesta guerra el Japó va rebre l'illa de Taiwan, de la qual fou el segon Governador General i com a cap de les forces de defensa de la ciutat de Tòquio.
El 1898 torna al Japó i s'incorpora al tercer govern d'Itō Hirobumi (1898), del qual va ser ministre de Guerra. Aquest càrrec el va conservar durant els successius governs d'Okuma Shigenobu, Yamagata Aritomo i en el quart govern d'Itō, és a dir, des de 1898 a 1901. De nou com a protegit de Yamagata, que era també militar i conseller especial de l'emperador, el qual es trobava cansat d'exercir el màxim càrrec del govern, va esdevenir primer ministre durant tres mandats successius (1901-1906) i després, i fins a 1912, s'alternà en el poder amb Saionji Kinmochi.
Durant els seus mandats va prendre iniciatives militars que van portar al Japó a convertir-se en una potència mundial. Va ser l'artífex de la signatura de l'aliança amb la Gran Bretanya (1902), la Guerra Russojaponesa (1904-1905) o l'annexió de Corea (1910). Malgrat la victòria contra Rússia, el fet de no obtenir indemnitzacions de guerra va provocar protestes entre la població i hagué de dimitir el 1906. D'altra banda, la política amb Corea, que fins aleshores havia estat un protectorat, li va valer l'enemistat amb Itō Hirobumi, el qual preferia mantenir un tracte moderat, a diferència de Katsura, que preferia l'acció directa.
Va tenir una actitud autoritària durant el procés de l'incident d'Alta Traïció (1910), quan van ser arrestats nombrosos socialistes i dotze persones van ser executades. De forma immediata va fundar una força policial especial superior, coneguda com la «polícia dura», que ben aviat va començar a dur a terme arrests.
El 1911 es trobava a Europa, on va rebre notícies de la malaltia de l'emperador. Va tornar ràpidament al Japó i a la mort de Meiji va entrar al servei de l'emperador Taishō. Katsura va ser nomenat guardià del Segell Privat i Gran Camarlenc, a més de ser elevat al rang de príncep. Entrà, així mateix, al consell d'homes de més edat (genrō).
L'any 1912 tornà a ser primer ministre, però va renunciar al càrrec, perquè va resultar que era una figura impopular i representant d'una oligarquia autoritària entre la població i els partits polítics. El 1913 unes fortes protestes que van envoltar l'edifici de la Dieta el van obligar a dimitir, sent aquesta la primera vegada en la història del Japó que un govern queia per les protestes populars.
Va morir el 1913 a causa d'un càncer.